# Pertteli
Pertteli (en français Saint-Bertils) est une ancienne municipalité du sud-ouest de la Finlande, dans la province de Finlande occidentale et la région de Finlande du Sud-Ouest ; elle a fusionné avec la ville de Salo le 1er janvier 2009.
La paroisse est très ancienne, fondée à l'origine autour d'une église dédiée à l'apôtre Barthélémy. C'est de là que venait le nom de la commune, Saint-Barthélémy devenant St Bertils en suédois, puis Pyhä Perttu en finnois. On retrouvait ce saint sur le blason de Pertteli.
La municipalité présentait peu d'unité ; elle était formée de 3 bourgs de moyenne importance et de 13 autres villages, éparpillés dans la vallée de la modeste rivière Uskelanjoki. Outre l'agriculture, on y trouvait un peu de plasturgie et une importante scierie.
La nationale 1 (E18), en partie autoroutière, traverse cette ancienne commune. Elle passe à juste 5 km de Kaivola, le centre administratif. Turku est à 60 km, et Helsinki à 120. Les municipalités voisines sont Kisko au sud-est, Kiikala à l'est, Kuusjoki au nord et Muurla au sud.